# Überlichtgeschwindigkeit
Unter Überlichtgeschwindigkeit oder superluminarer Geschwindigkeit versteht man eine Geschwindigkeit, die größer ist als die Naturkonstante „Lichtgeschwindigkeit“ {\displaystyle c}, die wiederum identisch ist mit der Ausbreitungsgeschwindigkeit von Licht im Vakuum. Es ist physikalisch unmöglich, dass Materie, Energie, Information und überhaupt irgendeine physikalische Wirkung sich von einem Ort zum anderen mit Überlichtgeschwindigkeit bewegen. 
In Medien wie Luft oder Wasser breitet sich Licht mit einer geringeren Geschwindigkeit {\displaystyle c'<c} aus. Diese Geschwindigkeit kann überschritten werden.

## Physikalische Grundlagen

### Newtonsche Mechanik
Nach der klassischen Newtonschen Mechanik könnten Objekte beliebig beschleunigt werden. Da die Theorie dabei keine Grenzen setzt, könnte auch die Lichtgeschwindigkeit übertroffen werden. So könnte man z. B. Überlichtgeschwindigkeit erreichen, indem man erst eine Rakete mit ¾ der Lichtgeschwindigkeit (0,75 c) von der Erde abschießt und von dieser Rakete eine relativ zu ihr mit halber Lichtgeschwindigkeit (0,5 c) fliegende Rakete startet, was zu einer Gesamtgeschwindigkeit von 1,25 c führen würde.
Um die Jahrhundertwende 1900 zeigte sich aber, dass die Newtonsche Mechanik nur eine Näherung für hinreichend kleine Geschwindigkeiten (v ≪ c) ist. Bei hohen Geschwindigkeiten treten Effekte der Relativitätstheorie auf, die ein Überschreiten der Lichtgeschwindigkeit verhindern.

### Spezielle Relativitätstheorie
Nach der speziellen Relativitätstheorie (SRT) sind Messungen von Zeitdifferenzen {\displaystyle \Delta t} und Ortsdifferenzen {\displaystyle \Delta s} relativ, d. h. vom Bezugssystem des Beobachters abhängig. Diese Änderung wird durch die Lorentz-Transformation beschrieben und bewirkt unter anderem, dass man Geschwindigkeiten nicht einfach addieren kann, wie es bei den geringen Geschwindigkeiten des Alltags noch sehr genau zutrifft. Stattdessen ergibt sich für die Gesamtgeschwindigkeit nach dem relativistischen Additionstheorem für Geschwindigkeiten:
{\displaystyle v_{\mathrm {ges} }={\frac {v_{1}+v_{2}}{1+{\frac {v_{1}\cdot v_{2}}{c^{2}}}}}}
Demgemäß bewegt sich im oben genannten Beispiel (v1 = ¾ c, v2 = ½ c) die zweite Rakete lediglich mit 10⁄11 c von der Erde weg. Aus der Relativitätstheorie folgt ferner, dass eine Beschleunigung eines massebehafteten Körpers auf Lichtgeschwindigkeit unendlich viel Energie benötigen würde.
Der zeitliche Abstand {\displaystyle \Delta t} und der räumliche Abstand {\displaystyle \Delta s} zweier Ereignisse A und B sind zwar relativ, aber die Unterscheidung zwischen Überlichtgeschwindigkeit und Unterlichtgeschwindigkeit ist absolut: Alle Beobachter messen gleichermaßen entweder
- {\displaystyle \Delta s<c\cdot \Delta t} („zeitartiger Abstand“, mit Unterlichtgeschwindigkeit überwindbar) oder
- {\displaystyle \Delta s=c\cdot \Delta t} („lichtartiger Abstand“, mit Lichtgeschwindigkeit überwindbar) oder
- {\displaystyle \Delta s>c\cdot \Delta t} („raumartiger Abstand“, nur mit Überlichtgeschwindigkeit überwindbar).

Im Fall des raumartigen Abstands zweier Ereignisse A und B hängt es vom Inertialsystem des Beobachters ab, ob für ihn zuerst A oder zuerst B stattfand, die zeitliche Abfolge ist nicht eindeutig bestimmbar (Relativität der Gleichzeitigkeit). Ein überlichtschneller Transfer von Materie, Energie oder Information von A nach B würde in einigen Bezugssystemen rückwärts in der Zeit erfolgen (Zeitreise in die Vergangenheit, Antitelefon) mit den daraus folgenden Paradoxien. Daher kann es bei raumartigem Abstand keinen kausalen Zusammenhang zwischen A und B geben: Weder Materie noch Energie noch Information können schneller als Licht übertragen werden.
Die Gleichungen der Allgemeinen Relativitätstheorie verbieten hingegen Zeitreisen nicht, wie zuerst Kurt Gödel zeigte.

### Phasen- und Gruppengeschwindigkeit von Wellenpaketen
Wichtig für die Diskussion von Überlichtgeschwindigkeit ist die Frage, was man überhaupt unter „Geschwindigkeit“ verstehen will. Bei elektromagnetischen Wellenpaketen in einem dispersiven Medium unterscheiden sich die Gruppengeschwindigkeit (Ausbreitungsgeschwindigkeit des gesamten Wellenpakets) und die Phasengeschwindigkeit (Ausbreitungsgeschwindigkeit der einzelnen Wellenberge und ‑täler, die sich innerhalb des Pakets befinden) voneinander. Die Phasengeschwindigkeit kann dabei größer als c sein. Dies ist aber keine Überlichtgeschwindigkeit im Sinne der Relativitätstheorie, denn die  Signalgeschwindigkeit, also die Geschwindigkeit, mit der Energie und Information übertragen werden, ist die Ausbreitungsgeschwindigkeit der ersten Auslenkung des Wellenpakets (Frontgeschwindigkeit), und diese wiederum ist in der Regel gleich der Gruppengeschwindigkeit und kleiner als c.
In stark absorbierenden Medien kann es sein, dass während der Fortbewegung des Wellenpakets die Amplitude am Ende des Wellenpakets stärker abnimmt als vorne. In diesem Fall bewegt sich der Schwerpunkt innerhalb des Wellenpakets nach vorne, und dann kann auch die Gruppengeschwindigkeit c überschreiten. Die Frontgeschwindigkeit bleibt aber auch in diesem Fall unterlichtschnell.
Bei Materiewellen ist die Phasengeschwindigkeit immer größer als c, aber diese Phase ist ein mathematisches Konstrukt und hat keine realphysikalische Bedeutung.

### Experimentelle Ergebnisse
Die Voraussagen der speziellen Relativitätstheorie sind experimentell vielfach bestätigt worden und untermauern das Prinzip der Lichtgeschwindigkeit als universeller Grenzgeschwindigkeit.
Im September 2011 erregte eine Veröffentlichung der OPERA-Kollaboration am Gran Sasso Aufsehen, man habe Hinweise darauf gefunden, dass Neutrinos sich mit Überlichtgeschwindigkeit bewegt hätten. Es stellte sich aber heraus, dass ein Fehler in der Zeitmessung vorgelegen hatte. Für mehr Details siehe Messungen der Neutrinogeschwindigkeit.
Es gibt einige Beobachtungen, die auf den ersten Blick superluminare Bewegungen zu bestätigen scheinen, aber keine echte Überlichtgeschwindigkeit bedeuten – siehe dazu die folgenden Abschnitte.

## Überlichtgeschwindigkeit durch die Expansion des Raumes
Das Lichtspektrum der meisten Galaxien weist eine Rotverschiebung auf. Edwin P. Hubble deutete diese Verschiebung zunächst als Dopplereffekt. Das heißt, die jeweilige Galaxie entfernt sich mit erheblicher Geschwindigkeit {\displaystyle v} von der Erde. Beim Vergleich der Rotverschiebung von Galaxien mit bekannter Entfernung {\displaystyle d} zur Erde fand Hubble einen linearen Zusammenhang. Dies ist das Hubble-Gesetz {\displaystyle v=H_{0}\,d} mit der Hubblekonstante {\displaystyle H_{0}}. Gemäß diesem Gesetz müssten sich Galaxien schneller als Lichtgeschwindigkeit von der Erde entfernen, wenn sie nur weit genug entfernt sind.
Die Interpretation der kosmologischen Rotverschiebung führt diese auf die Zunahme der Entfernungen infolge der Expansion des Universums zurück, nicht auf den Dopplereffekt. Das Hubble-Gesetz ist im Rahmen der relativistischen Kosmologie bei beliebigen Entfernungen gültig, wenn {\displaystyle d} als physikalische Entfernung (Entfernung zu einem festen Zeitpunkt) interpretiert wird und {\displaystyle v} als die zeitliche Änderung dieser Entfernung. {\displaystyle v={\dot {d}}} kann größer als Lichtgeschwindigkeit werden, was gelegentlich als Widerspruch zur Relativitätstheorie gewertet und als Gegenargument zur Urknalltheorie angeführt wird. Konzeptuell darf aber die Abstandsänderungsrate {\displaystyle {\dot {d}}} nicht mit einer Geschwindigkeit verwechselt werden. Geschwindigkeiten sind lokale Größen, die den Beschränkungen der speziellen Relativitätstheorie unterliegen. Abstandsänderungen unterliegen als globale Größen nicht diesen Beschränkungen und können beliebig groß werden. Echte Überlichtgeschwindigkeiten im Raum liegen also auch bei weit entfernten Galaxien nicht vor.

## Überlichtschnelle Effekte in der Quantenmechanik

### Superluminares Tunneln
An der Universität Köln wurde unter der Leitung von Günter Nimtz der quantenmechanische Effekt des superluminaren Tunnelns von Mikrowellen-Photonen, dem der Tunneleffekt zu Grunde liegt, zuerst nachgewiesen.
Experimente vom Nimtz-Typ mit Photonen anderer Wellenlänge, insbesondere mit sichtbarem Licht, haben durch andere Gruppen stattgefunden und haben die Beobachtungen von Nimtz bestätigt (u. a. Steinberg und Raymond Chiao von der Universität Berkeley), werden von den Experimentatoren wie Chiao und Steinberg aber anders interpretiert. In allen Experimenten wird festgestellt, dass sich eine superluminare Geschwindigkeit dann einstellt, wenn sich zwischen der Quelle und dem Detektor eine Barriere befindet, welche die Photonen erst überwinden (durchtunneln) müssen.
Medienwirksam wurde dort 1994 mit frequenzmodulierten Mikrowellen ein Teil einer Mozart-Sinfonie mit übertragen, wobei Nimtz nach eigenen Angaben für das Maximum und die Anstiegsflanke des Wellenpakets eine 4,7-fache Lichtgeschwindigkeit maß. Nimtz behauptet, damit die Möglichkeit der Übertragung von Information mit Überlichtgeschwindigkeit gezeigt zu haben, was aber bestritten wurde. Definiert man die Geschwindigkeit der Informationsübertragung über die Ansprechzeit eines Detektors, gibt es keine Informationsübertragung mit Überlichtgeschwindigkeit: Ein Detektor auf einer gleich langen Vergleichsstrecke ohne „Tunnel“, auf der sich die gleiche Information (Pulsform) mit Lichtgeschwindigkeit ausbreitet, spricht zuerst an, da das Signal auf der Tunnelstrecke viel schwächer ist und zwar unabhängig von der Empfindlichkeit des Detektors.
Diese Experimente stehen nach allgemeiner Ansicht in völliger Übereinstimmung mit einer der Grundaussagen der Relativitätstheorie, nach der keine Informationsausbreitung mit Überlichtgeschwindigkeit stattfindet. So kann man z. B. zeigen, dass ein Wellenzug beim Tunneln stärker im hinteren Teil gedämpft wird als im vorderen, wobei sein Intensitätsmaximum sich verkleinert und nach vorne verschiebt. Definiert man die Geschwindigkeit des Signals anhand der Strecke, um die die Position des jeweils aktuellen Maximums sich verändert hat, so kann man eine Überlichtgeschwindigkeit errechnen, ohne dass irgendein Teil des Wellenzuges mit Überlichtgeschwindigkeit vorangeschritten wäre.
Bei Tunnelexperimenten mit einzelnen Photonen wurde bereits überlichtschnelles Tunneln nachgewiesen, siehe zum Beispiel Experimente der Chiao-Gruppe. Da beim Tunneln jedoch ein großer Teil der tunnelnden Photonen und damit der Information verloren geht, ist auch hier die Möglichkeit einer überlichtschnellen Informationsübertragung umstritten.
Von anderen Physikern, zum Beispiel im Überblicksartikel von Privitera et al., wird darauf hingewiesen, dass die Superluminalität des Geschehens ein Artefakt der verwendeten Definition von Geschwindigkeit ist. Dass zum Beispiel die Gruppengeschwindigkeit von Pulsen in Medien mit starker Absorption und Dispersion größer als die Lichtgeschwindigkeit sein kann, jedoch keine Signalgeschwindigkeit ist, war schon Léon Brillouin und Arnold Sommerfeld bekannt. Horst Aichmann und Günter Nimtz verteidigen dagegen ihre Interpretation der Experimente, dass beim Tunnelprozess tatsächlich superluminale Signalgeschwindigkeiten auftreten können, und werfen ihren Kritikern Fehlinterpretationen vor.

### EPR-Effekt
Ein anderes Phänomen, das auf den ersten Blick das Auftreten von Überlichtgeschwindigkeit nahelegt, ist der EPR-Effekt: Hat man zwei verschränkte Teilchen an verschiedenen Orten, so sagt die Quantenmechanik voraus, dass einerseits vor der Messung der Zustand jedes einzelnen der Teilchen unbestimmt ist (der Wert der Messgröße also nicht feststeht), andererseits nach Messung des einen Teilchens auch sofort der Zustand des anderen Teilchens festgelegt ist. Diese von Einstein als „spukhafte Fernwirkung“ zurückgewiesene Eigenschaft der Quantenmechanik ist experimentell bestätigt. Allerdings lässt sich der EPR-Effekt nicht nutzen, um damit überlichtschnell zu kommunizieren, da die einzelnen Messergebnisse für sich genommen jeweils zufällig sind. Erst beim Vergleich der Messergebnisse an beiden Teilchen kann die Korrelation festgestellt werden. Dazu ist aber erst eine „klassische“, unterlichtschnelle Informationsübertragung notwendig. Beispielsweise beruht die Quantenteleportation auf dieser Kombination aus EPR-Effekt und anschließender klassisch übertragener Information.
Nick Herbert schlug Anfang der 1980er Jahre ein Experiment vor, in dem in der Quantenmechanik Informationen mit Überlichtgeschwindigkeit übertragen werden können, falls es möglich wäre, perfekte Quanten-Kopierer herzustellen. Wie Wojciech Zurek und William Wootters kurz darauf 1982 aber zeigten, sind solche Kopierer grundsätzlich unmöglich (No-Cloning-Theorem).

## Scheinbare Überlichtgeschwindigkeit

### Projektionen

Ein von einem rotierenden Spiegel auf eine ausreichend weit entfernte Wand projizierter Lichtpunkt kann sich dort überlichtschnell bewegen.

Bei realer Bewegung kann sich der Ort mathematisch definierter („gedachter“) Punkte überlichtschnell ändern. Zum Beispiel hat der Mond einen Durchmesser von 3474 km. Wenn man nun mit einem Laserpointer von der Erde auf den Rand des Mondes zielt und in einer Hundertstelsekunde den Lichtpunkt quer über die Mondscheibe wandern lässt, so bewegt sich dieser mit Überlichtgeschwindigkeit. Der Lichtpunkt ist aber nur ein mathematisch definierter Ort, es wird keine Materie, keine Energie, keine Information von der einen Seite des Mondes zur anderen transportiert.

### Kosmische Jets
Manche kosmische Jets, die etwa von Quasaren ausgesandt werden, scheinen sich mit Überlichtgeschwindigkeit zu bewegen. Beispielsweise bewegte sich ein zwischen 1977 und 1980 beobachteter Jet des Quasars 3C 273 mit scheinbar elffacher Lichtgeschwindigkeit. Im Jahr 1970 wurde das Phänomen erstmals beobachtet, nachdem es schon 1966 von Martin Rees theoretisch erörtert worden war.
Zur Erklärung dieses Effekts betrachten wir einen Jet, der sich mit der Geschwindigkeit {\displaystyle v} in eine Richtung bewegt, die um dem Winkel {\displaystyle \theta } von der Richtung zur Erde abweicht. Ein heller Fleck („Knoten“) im Jet bewegt sich vom Punkt A nach B und benötigt dafür die Zeit {\displaystyle \Delta t}. Dann legt er die Strecke
{\displaystyle \Delta s=v\cdot \Delta t}
zurück. Diese Bewegung lässt sich in zwei Komponenten aufteilen:
| longitudinaler Anteil (in Richtung[16] zur Erde): | {\displaystyle \Delta s_{\mathrm {L} }=v\cdot \Delta t\cdot \cos \theta } |
| transversaler Anteil (senkrecht dazu):            | {\displaystyle \Delta s_{\mathrm {T} }=v\cdot \Delta t\cdot \sin \theta } |
Da der Punkt B näher bei der Erde liegt als Punkt A, benötigt das Licht von dort aus weniger Zeit, um zur Erde zu gelangen. Der Beobachter auf der Erde sieht den Knoten daher nicht nach der Zeitspanne {\displaystyle \Delta t} bei B ankommen, sondern schon nach
{\displaystyle \Delta t'=\Delta t-{\frac {\Delta s_{\mathrm {L} }}{c}}=\Delta t\cdot \left(1-{\frac {v}{c}}\cos \theta \right)}.
In transversale Richtung hat sich der Knoten daher scheinbar mit der Geschwindigkeit
{\displaystyle {\tilde {v}}={\frac {\Delta s_{\mathrm {T} }}{\Delta t'}}={\frac {v\cdot \sin \theta }{1-{\frac {v}{c}}\cos \theta }}}
bewegt, und dieser Wert kann größer als c sein. Zum Beispiel ergibt sich für {\displaystyle v=0{,}996\,c} und {\displaystyle \theta =6^{\circ }} die scheinbare Geschwindigkeit {\displaystyle {\tilde {v}}=11\,c}.
Generell erscheint die Bewegung superluminar, wenn 
{\displaystyle {\frac {{\frac {v}{c}}\,\sin(\theta )}{1-{\frac {v}{c}}\,\cos(\theta )}}>1},
oder umformuliert
{\displaystyle {\frac {v}{c}}>{\frac {1}{\sin(\theta )+\cos(\theta )}}={\frac {1}{{\sqrt {2}}\sin(\theta +45^{\circ })}}}.
Beim Winkel {\displaystyle \theta =45^{\circ }} erreicht die rechte Seite dieser Ungleichung den Minimalwert {\textstyle 1/{\sqrt {2}}}. In diesem Fall ist bereits bei
{\displaystyle v>{\frac {c}{\sqrt {2}}}\,\approx \,0{,}71\,c}
scheinbare transversale Überlichtgeschwindigkeit zu beobachten. Bei anderen Winkeln muss die Geschwindigkeit größer sein. Da die rechte Seite dieser Ungleichung für alle Winkel zwischen 0° und 90° kleiner als 1 ist, kann scheinbare Überlichtgeschwindigkeit bei allen Jetrichtungen auftreten, die eine zum Beobachter hin gerichtete Komponente haben.

### Überlichtgeschwindigkeit in optischen Medien
In durchsichtigen Medien wie Luft, Wasser oder Glas bewegt sich das Licht mit einer geringeren Geschwindigkeit {\displaystyle c'=c/n}, wobei {\displaystyle n\geq 1} der Brechungsindex des Materials ist. Wenn sich Objekte, z. B. die Elektronen der Betastrahlung, mit höherer Geschwindigkeit {\displaystyle v>c'} durch solch ein Medium bewegen, spricht man von „Überlichtgeschwindigkeit“. Hier ist aber nicht eine Geschwindigkeit größer als die Naturkonstante {\displaystyle c} gemeint, sondern größer als die Ausbreitungsgeschwindigkeit des Lichts in diesem Medium.

## Spekulative Theorien

### Tachyonen
Superluminare Geschwindigkeiten sind durch die Gleichungen der Relativitätstheorie nicht kategorisch ausgeschlossen, lediglich der Wechsel zwischen Über- und Unterlichtgeschwindigkeit ist in keiner Richtung möglich. Theoretisch könnte ein superluminares Teilchen existieren, ein Tachyon, welches sich ausschließlich superluminar bewegt und eine imaginäre Masse hat. Es hat jedoch eine Menge paradoxer Eigenschaften, zum Beispiel beschleunigt es („Runaway Solution“), falls es durch Abstrahlung (bei geladenen beschleunigten Tachyonen) Energie verliert, so dass es schwierig ist, eine Theorie wechselwirkender Tachyonen zu konstruieren. Die Idee der Tachyonen mit formal „imaginärer Masse“ wurde erstmals in den 1960er Jahren von George Sudarshan und anderen ausgesprochen. Betrachtet man Tachyonen jedoch quantenmechanisch, stellt man fest, dass sich selbst diese als lokale Störung nicht überlichtschnell ausbreiten können.

### Kosmologische Theorien mit variabler Lichtgeschwindigkeit
Verschiedentlich wurden kosmologische Theorien mit einer variablen Lichtgeschwindigkeit (Variable Speed of Light Theories, VSL) vorgeschlagen. Bekannt wurde insbesondere ein Vorschlag von João Magueijo und Andreas Albrecht von 1999, in denen das Horizontproblem und das Problem der Flachheit des Universums, die üblicherweise heute im Rahmen des Inflationären Modells der Kosmologie erklärt werden, stattdessen durch eine um bis zu 60 Größenordnungen höhere Lichtgeschwindigkeit im frühen Universum erklärt werden. Die Lichtgeschwindigkeit ist in dieser Theorie eine dynamische Variable, also zeitlich veränderlich, allerdings auf eine besondere Art und Weise, die die Form der Feldgleichungen der Allgemeinen Relativitätstheorie nicht zu stark modifiziert. Die Lorentzinvarianz der Theorie ist aber explizit gebrochen, es gibt ein ausgezeichnetes Bezugssystem (das durch die kosmologische Expansion vorgegeben wird). Nach Magueijo und Albrecht wird auch das Problem der Kosmologischen Konstante so gelöst. Magueijo schrieb darüber auch ein populärwissenschaftliches Buch. Einen ähnlichen Vorschlag machte schon 1992 der kanadische Physiker John Moffat, ebenfalls mit der Absicht der Lösung kosmologischer Probleme. Die Idee der variablen Lichtgeschwindigkeit wurde von Köhn aufgegriffen und mit dem Konzept mehrerer Zeitdimensionen kombiniert. Er zeigte, dass die Lichtgeschwindigkeit in solch einer Raumzeit von der Zeit abhängt. Jedoch ist diese Zeitabhängigkeit für das beobachtbare Universum vernachlässigbar, so dass die Lichtgeschwindigkeit im jetzigen Universum konstant erscheint, wohingegen sie im frühen Universum variabel war, wie ursprünglich von Albrecht und Magueijo vorgeschlagen.
Die Theorie steht in der Tradition zeitlich veränderlicher fundamentaler (dimensionsloser) physikalischer Größen, die seit Dirac diskutiert werden. Dabei ist es sinnvoll, nur die Variabilität dimensionsloser Größen zu diskutieren, da die Variabilität dimensionsbehafteter Größen in der Physik von den verwendeten Maßeinheiten abhängig ist und somit keine fundamentale Bedeutung hat. Im Fall der VSL-Theorien ist die Feinstrukturkonstante veränderlich, was prinzipiell bei weit entfernten Objekten als Funktion der Rotverschiebung beobachtbar sein sollte.

### Das Alcubierre-Van-den-Broeck-Warpfeld
Es gibt theoretische Überlegungen, ob durch gezielte Krümmung der Raumzeit Reisen mit Überlichtgeschwindigkeit möglich werden.

### Wurmlöcher
Ein damit verwandter Effekt ist das Durchqueren sogenannter Wurmlöcher, das oft in Science-Fiction-Romanen verwendet wird. Dabei bewegt sich ein Raumschiff lokal zwar nicht schneller als mit Lichtgeschwindigkeit, es nimmt aber im gekrümmten Raum eine Abkürzung, so dass es am Ende doch schneller als das Licht am Ziel ankommt. Als zweidimensionale Analogie kann man den Weg über ein gefaltetes Blatt Papier betrachten. Statt auf dem Papier zu bleiben, kann ein Reisender auch einfach ein Loch ins Papier bohren und damit die darangefaltete andere Seite erreichen. Mit dieser Technik wären auch Zeitmaschinen denkbar. Solche Wurmlöcher können zwar in der Relativitätstheorie theoretisch konstruiert werden, es scheint aber, dass sie in der Praxis sehr instabil wären, so dass nicht einmal Informationen durch sie hindurchgeleitet werden könnten.

### Hyperraum
Einen vergleichbaren Effekt bewirken würde die ebenfalls in der Science-Fiction gerne verwendete Vorstellung einer Abkürzung durch einen Hyperraum, in den unsere Raumzeit eingebettet sein könnte. Die Idee ist dabei folgende: Um den Weg vom Nordpol zum Südpol abzukürzen, reise man quer durch die Erde anstatt entlang der Oberfläche. Der Weg durch die Erde (über die dritte Dimension) ist kürzer als der Weg auf der (zweidimensionalen) Erdoberfläche. Genauso könnte man sich vorstellen, dass unsere Raumzeit auch in einen höherdimensionalen Hyperraum eingebettet ist (wie die Erdoberfläche in den Raum), und man daher durch den Hyperraum abkürzen könnte. Auch hier würde man (im Hyperraum) nicht schneller als Lichtgeschwindigkeit fliegen müssen, um schneller als das Licht im Normalraum am Ziel anzukommen.

## Überlichtgeschwindigkeit in Literatur und Film
In Science-Fiction-Büchern und ‑Filmen werden Reisen mit Überlichtgeschwindigkeit oft als Realität dargestellt, weil sonst interstellare Reisen aus dramaturgischer Sicht viel zu lange dauern würden. Dasselbe gilt für die Kommunikation zwischen zwei Stationen oder Raumschiffen. Die Datenübertragung findet in diesen Geschichten fast immer ohne Zeitverzögerung statt, auch wenn die Raumschiffe Lichtjahre voneinander entfernt sind und damit jede Information nach momentanen wissenschaftlichen Erkenntnissen also mindestens die entsprechende Zeit für die Strecke vom Sender zum Empfänger benötigen würde. 

## Sonstiges
Die Verwendung des englischen Begriffs FTL (für faster than light) geht bis in die 1950er Jahre zurück. Im Breakthrough Propulsion Physics Project der NASA wurden Konzepte und Theorien für Überlichtgeschwindigkeit evaluiert.